# 巴尔尼茨
巴尔尼茨是德国石勒苏益格－荷尔斯泰因州的一个市镇。总面积11.80平方公里，总人口823人，其中男性427人，女性396人（2011年12月31日），人口密度70人/平方公里。